# Chamaedorea guntheriana
Chamaedorea guntheriana är en enhjärtbladig växtart som beskrevs av Donald R. Hodel och Natalie Whitford Uhl. Chamaedorea guntheriana ingår i släktet Chamaedorea och familjen Arecaceae.
Artens utbredningsområde är Panama. Inga underarter finns listade i Catalogue of Life.